# Mills Siding
Mills Siding is een plaats (settlement) in de Canadese provincie Newfoundland en Labrador. De plaats ligt aan de oostkust van het eiland Newfoundland en maakt deel uit van de gemeente Clarenville.

## Geografie
Mills Siding ligt aan de westelijke oever van de Northwest Arm, een lange zijarm van de Trinity Bay. Het gehucht kijkt uit over Random Island, dat aan de overkant van de smalle zeearm ligt.
De plaats ligt aan Balbo Drive (NL-230A) en aan de Newfoundland T'Railway. Ze is in het zuiden vergroeid met het dorp Shoal Harbour, dat ook tot de gemeente Clarenville behoort, en is in het noorden vergroeid met het dorp Milton.

## Geschiedenis
Het gehucht was gemeentevrij totdat het in 1972 deel ging uitmaken van de nieuw opgerichte gemeente Shoal Harbour. Die gemeente fuseerde in 1994 met Clarenville.